# Scytalopus canus
El tapaculo de Paramillo (Scytalopus canus), también conocido como churrín paramero o tapaculo paramuno, es una especie de ave paseriforme de la familia Rhinocryptidae perteneciente al numeroso género Scytalopus. Es endémica de los Andes occidentales de Colombia.

## Distribución y hábitat
Su hábitat natural se reduce a los matorrales húmedos de zonas altas de los Andes occidentales de Colombia (Antioquia).
El tapaculo de Paramillo se encuentra confinado en una estrecha franja entre la cota superior de bosque de montaña y los herbazales del páramo, que a veces solo tiene unos cientos de metros de ancho.

## Taxonomía
La presente especie ya fue considerada una subespecie de un Scytalopus magellanicus más ampliamente definido, pero difieren substancialmente en la vocalización.
Tradicionalmente fue considerado conespecífico con el más extendido Scytalopus opacus; pero como ambos tienen cantos distintos fueron separados en dos especies diferentes en 2010, lo que fue aprobado en la Propuesta N.º 446 al South American Classification Committee (SACC).

## Descripción
El tapaculo de Paramillo tiene un aspecto similar a otros miembros del género Scytalopus, con plumaje principalmente de tonos grises oscuros y carece de los flancos pardos de Scytalopus opacus.